# 矢部和秀
矢部 和秀（やべ かずひで、1969年10月18日 - ）は、日本の実業家。元堀田丸正株式会社取締役常務執行役員、元 株式会社丸正ベストパートナーグループ取締役、元 株式会社吉利取締役。

## 人物・経歴
1969年愛知県生まれ。1993年3月千葉商科大学商経学部卒業。同年4月株式会社丸正（現･堀田丸正株式会社）入社。2005年7月管理本部経理財務部長、2008年8月執行役員連結上場管理室長、2009年6月執行役員管理本部長、同年6月株式会社丸正ベストパートナーグループ取締役、2015年6月堀田丸正株式会社取締役管理本部長、2015年8月株式会社吉利取締役、2018年6月堀田丸正株式会社常務執行役員管理本部長、2019年6月取締役常務執行役員管理本部長、2024年6月取締役常務執行役員退任。